# Rakuska Turnia

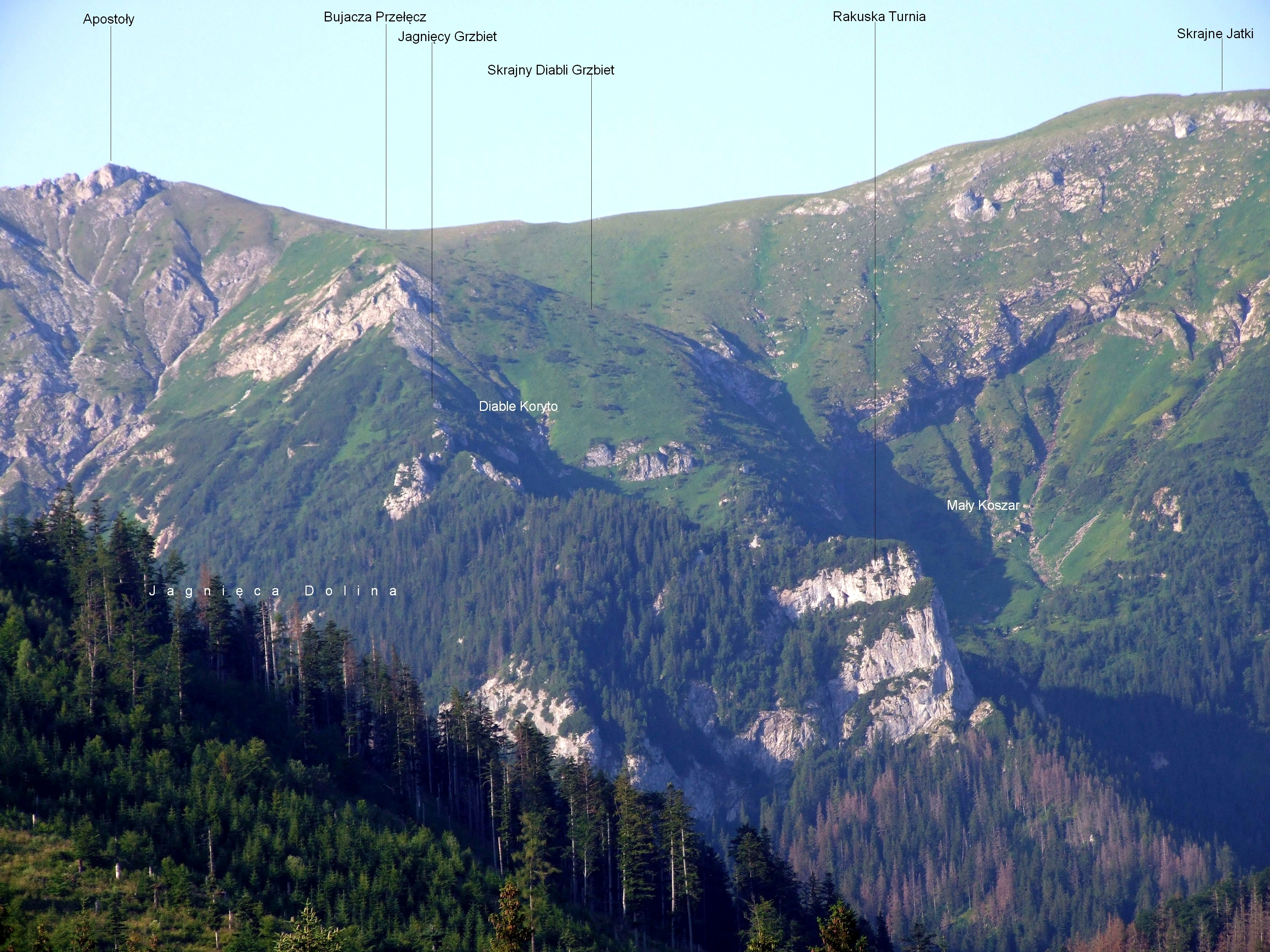
Widok ze Zdziaru

Rakuska Turnia (niem. Rokserturm, słow. Rakúska skala, węg. Rókusi-torony) – wybitna skała w Dolinie pod Koszary w słowackich Tatrach Bielskich.
Rakuska Turnia znajduje się na północnym końcu Jagnięcego Grzbietu oddzielącego Dolinę Jagnięcą (po wschodniej stronie) od Diablego Koryta i Małego Koszaru (po zachodniej stronie). Wznosi się na wysokość około 1465 m. Oglądana z dna środkowej części Doliny pod Koszary ma postać wybitnej turni, ale od położonego ponad jej wierzchołkiem Jagnięcego Grzbietu nie jest oddzielona najmniejszą nawet przełączką. W istocie więc nie jest to turnia, tylko kazalnica. Jej wierzchołek porasta kosodrzewina, a ściany mają wysokość około 100 m.
Znajduje się na obszarze Tatrzańskiego Parku Narodowego i to na obszarze ochrony ścisłej. Obowiązuje zakaz wstępu dla turystów i taterników.